# Miranda (cantante)
Miranda, nome d'arte di Sandra Miranda García (Bordeaux, 24 gennaio 1976), è una cantante, modella e ballerina francese di origini spagnole, divenuta famosa tra la fine degli anni 1990 e l'inizio degli anni 2000 da immagine di alcuni singoli discografici, diventati dei successi estivi.

## Biografia
Studia danza dall'età di 9 anni, e nel 1992 inizia a fare la modella, lavorando per Jean-Paul Gaultier e Paco Rabanne. In seguito è ballerina per un tour europeo di Samantha Fox.
Dopo essere apparsa nel video del brano di Ricky Martin (Un, dos, tres) María, ha esordito discograficamente nel 1999 con la pubblicazione del primo singolo estratto dal suo primo e unico album Fiesta, Vamos a la playa, da frontwoman di un progetto che in realtà vedeva alla voce la cantante afroamericana La Velle (al secolo Louise Lavelle McKinnie Duggan, 1944-2016). Il brano è stato un tormentone estivo di quell'anno e viene inserito in varie raccolte dedicate a musica analoga, trasmesso in rotazione continua nelle stazioni radio e televisive e il singolo entra all'undicesima posizione della classifica italiana per poi salire fino alla quarta. Il secondo singolo estratto dall'album è A la fiesta, uscito nell'autunno-inverno 1999/2000.
Miranda è di nuovo una delle protagoniste nell'estate 2000 con il tormentone Eldorado, dai ritmi meno caldi del precedente singolo. Il singolo estratto ottiene comunque un buon successo in tutta Europa. Nell'estate 2001 esce un ultimo singolo dal titolo Bamba! (El ritmo de Miranda), con una produzione artistica differente ed in questo caso che coinvolge Roby Santini, Roberto Gallo Salsotto ed Alessandro Viale.
Nel corso degli anni duemila e duemiladieci, la produzione dell'artista si è interrotta. Tuttavia, i brani prodotti e in particolare il suo principale successo, Vamos a la playa, sono stati remixati più volte e riprese da altri artisti, come la cantante eurodance olandese Loona, che ne ha realizzato una cover nel 2010 pubblicata come singolo con un buon riscontro commerciale.
Negli anni duemilaventi l'artista ritrova la popolarità, dapprima con la pubblicazione di un EP ufficiale da parte dell'etichetta Do It Yourself contenente nuovi remix di Vamos a la playa nel 2019, in occasione del ventennale della sua prima uscita, e successivamente, nel 2021, partecipando alla realizzazione di Sound of Fiesta (Vamos a la playa), nuova versione del brano prodotta dai Cuban Deejays e DJ Shorty, in cui duetta con Shaggy.
Nel maggio 2023 si è esibita in Italia dopo due decenni dall'ultima apparizione televisiva nella trasmissione televisiva di Rai 1 I migliori anni, in una puntata dedicata ai successi discografici estivi.

## Discografia

### Album
- 1999 - Fiesta

### Singoli
- 1999 - Vamos a la playa
- 1999 - A la fiesta
- 2000 - Eldorado
- 2001 - Bamba! (El ritmo de Miranda)
- 2021 - Sound of Fiesta (Vamos a la playa) (feat. Cuban Deejays, DJ Shorty e Shaggy)

### EP
- 2019 - Vamos a la playa (Summer Remix)